# ذخیره‌سازی امن
ذخیره‌سازی امن (به انگلیسی: SAFSTOR)، یکی از گزینه‌های موجود برای انهدام هسته‌ای نیروگاه‌های هسته‌ای تعطیل شده‌است که توسط کمیته تنظیم مقررات هسته‌ای ایالات متحده آمریکا و برای نیروگاه‌های انرژی هسته‌ای که توسط آمریکا اداره می‌شوند، ارائه شده‌است. در طی ذخیره‌سازی امن نیروگاه خالی از سوخت قبل از برچیده شدن و پاک‌سازی کامل برای مدت بیش از شصت سال کنترل و بازبینی می‌شود تا به شرایطی برسد که بر اساس مجوزهای هسته‌ای دیگر نیازی به این کنترل‌ها نباشد. در این بازه زمانی برخی از آلوده‌کننده‌های رآکتور و نیروگاه از بین خواهند رفت و به حدی از نظر آلودگی رادیواکتیو کاهش می‌یابند که در مرحله پاک‌سازی نهایی از بین خواهند رفت. ذخیره‌سازی امن ممکن است در کنار سایر روش‌های پیشنهادی کمیته تنظیم مقررات هسته‌ای آمریکا، مانند پاک‌سازی هسته‌ای و مدفون‌سازی هسته‌ای، به‌طور ترکیبی به‌کار گرفته شود.
ذخیره‌سازی امن درجات مختلف دارد که بسته به آن درجه نوع فعالیت‌های لازم و همچنین میزان کنترل‌ها و بازبینی‌ها متفاوت است.